# ブライアン・ファルケンボーグ
ブライアン・トーマス・ファルケンボーグ（Brian Thomas Falkenborg, 1978年1月18日 - ）は、アメリカ合衆国カリフォルニア州ニューポートビーチ出身の元プロ野球選手（投手）。

## 経歴

### プロ入り前
レッドモンド高校3年時には6勝2敗、防御率0.75、75奪三振を記録。1996年にボルチモア・オリオールズからドラフト2巡目で指名され、1996年7月6日に契約を結んだ。

### オリオールズ時代
1996年にガルフ・コーストリーグ所属のGCLオリオールズでプロとしての第一歩を踏み出す。この年は1Aのハイデザート・マーベリックスでも1試合に登板した。
1997年の大半は1Aのデルマーバ・ショアバーズで過ごし、1998年は1A+のフレデリック・キーズ、1999年は2Aのボウイ・ベイソックスでプレーをした。
1999年10月1日、ボストン・レッドソックス戦でメジャーデビュー。2回を投げ無失点に抑えた。オフにトミー・ジョン手術を行う。
2000年はシーズン全休となった。オフにFAとなるとシアトル・マリナーズと契約。

### マリナーズ傘下時代
2001年から2003年はマリナーズのマイナー組織のサンアントニオ・ミッションズとタコマ・レイニアーズでプレーしたが、マリナーズでの登板はなかった。

### ドジャース時代
2004年はロサンゼルス・ドジャースと契約。5月9日のピッツバーグ・パイレーツ戦でメジャー初勝利を挙げたが、メジャーでは6試合に14回1/3を投げ防御率7.53で、シーズンの大半を3Aラスベガス・フィフティワンズで過ごした。

### パドレス時代
2005年はサンディエゴ・パドレスと契約するも、この年もほとんどを3Aのポートランド・ビーバーズでプレーした。

### カージナルス時代
2006年、2007年とセントルイス・カージナルスで計21試合に登板するも、ここでも大半を3Aメンフィス・レッドバーズで過ごす。2007年11月20日にカージナルスから解雇された。

### ドジャースへの復帰後・パドレス時代
2007年12月12日にキャンプ招待選手として、マイナー契約でドジャースに復帰した。
2008年は、開幕をマイナーリーグのフィフティワンズで迎えたが、6月25日にメジャー昇格。8月8日にドジャースから戦力外通告を受けたが、8月13日にパドレスとメジャー契約を結んだ。しかし、9月12日にパドレスからメジャー契約の解除を通告された。

### ソフトバンク時代

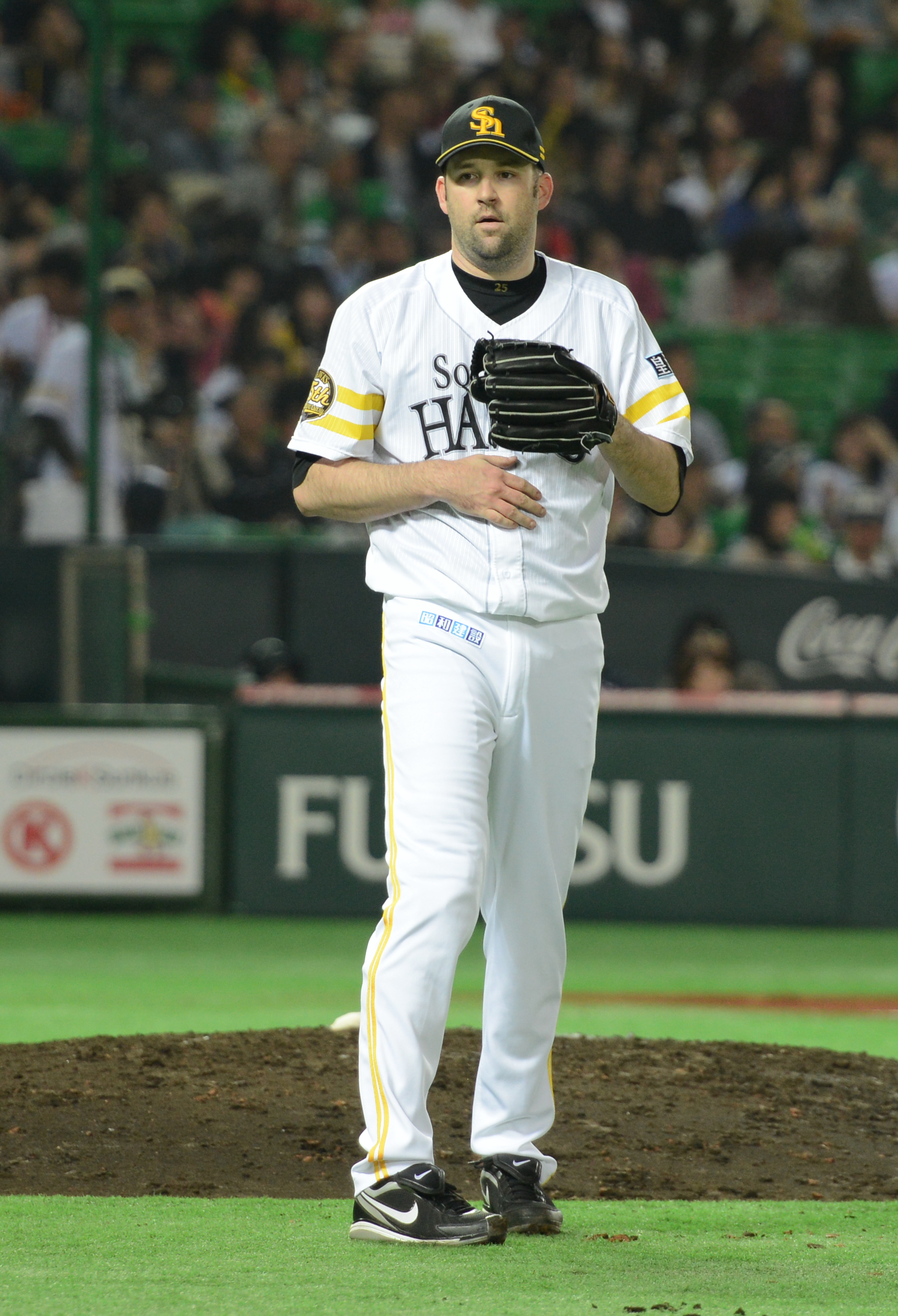
ソフトバンク時代
（2013年4月14日、福岡ヤフオク!ドーム）

2009年に福岡ソフトバンクホークスへ入団。初登板から16試合目まで自責点0を続けるなど、セットアッパーとして活躍した。攝津正、ファルケンボーグ、馬原孝浩のリリーフトリオはグループ会社（ソフトバンクモバイル）にあやかってSBM（Settsu,Brian,Mahara）と名付けられた。シーズン終盤には肘を痛めて一時離脱したが、攝津に続いてリーグ2位となる23ホールドを記録した。
2010年も前年に続いてセットアッパーとして起用される。安定感は更に増し、防御率は年間を通じて0点台から1点台前半を保ち続け、FIPでも0.83を記録するなど活躍を見せた。SBMのトリオに加え、甲藤啓介、シーズン後半より調子を上げてきた森福允彦らを加えたリリーフ陣は12球団で唯一の救援防御率2点台（2.84）を記録した。オールスターではファン投票で初選出され、2年連続の出場を果たした。最終的に42ホールドポイントを挙げ、防御率は2年連続の1点台で、チームメイトの攝津と共に最優秀中継ぎ投手のタイトルを獲得。外国人投手が最優秀中継ぎ投手のタイトルを獲得するのはファルケンボーグが初めてである。一方、クライマックスシリーズではレギュラーシーズンで完璧に抑え込んだ千葉ロッテマリーンズに2試合登板したが、第4戦では2イニング目の7回に逆転を許し、第6戦では大松尚逸に試合を決定付ける2点本塁打を打たれるなど2試合で計5失点を喫し、チームはCS敗退となった。
2011年は開幕直後に不調で離脱した馬原に代わりクローザーを務めた時期もあった。序盤はやや不安定な投球があったものの7月1日のオリックス戦で失点した後はシーズン終了までの31試合を失点0で切り抜け、リリーフの一角として絶対的な安定感を保った。シーズン通算では1勝2敗19セーブ防御率1.42と3年連続で防御率1点台を記録し、前年に引き続き好成績を収めた。この年のクライマックスシリーズでは第1戦で負傷したため以降の試合は欠場したが、日本シリーズでは第1戦から4戦まで連続で登板した。1、2戦では中継ぎとして出場したが、両試合延長10回に馬原が決勝の本塁打を打たれ負ける事態となったため、第3戦よりクローザーとして登板、優勝に貢献した。しかし第7戦では9回に登板するも井端弘和が打った打球が右肘に当たり降板し、森福允彦にマウンドを譲ったがチームは日本一に輝いた。
2012年は馬原が肩のクリーニング手術を受けて離脱したチーム事情から、開幕からクローザーを務めていたが、5月18日に右肩の張りを訴え、自ら登録抹消を申し出た。肩が不調での離脱は初めてだったため、周囲は慎重になった。6月22日に再登録されたが、1試合に投げただけで29日に再び右肩の不調で登録抹消。ブルペン投球再開にも時間を要し、復帰は8月25日までずれ込んだが9月7日に肩、首付近の張りを訴え、3度目の離脱。CS直前の10月2日に復帰したが2週間後の17日に右上腕二頭筋の張りを訴えて4度目の離脱となった。
2013年は41試合に登板し、4敗10セーブ、9ホールド、防御率2.04という成績を残した。しかし、首や背中の痛みなどでシーズン中に4度出場選手登録を抹消されるなど、2年続けて故障に悩まされた。埼玉西武ライオンズとシーズン3位およびクライマックス・シリーズ（CS）進出を争っていた10月上旬には、西武ドームにおける同球団との直接対決で、2試合続けて同点で迎えた8回裏に先頭打者から決勝のソロ本塁打を打たれた。チームはこの時の2連敗をきっかけに、CSへの進出を逃しシーズンを4位で終えた。前述のように防御率はよかったが、2011年から故障離脱を繰り返したことがネックとなり、10月15日に球団から退団を発表されたが、ファルケンボーグ自身はNPBの球団でプレーを続けることを希望していた。

### 楽天時代
2014年1月8日に東北楽天ゴールデンイーグルスと契約したことを発表した。背番号は40。楽天にとっては、2009年のNPB入りをめぐるソフトバンクとの争奪戦に敗れてから、5年越しでの獲得になった。開幕から抑えとして起用され、最終的には自身最多の20セーブを挙げた。しかし、この年も故障による離脱があり、それが影響したのか12月2日、自由契約公示された。

### 楽天退団後
野球選手を引退した模様で、2020年にスポーツメディアのFull-Countから受けたインタビューでアメリカ合衆国のアリゾナ州スコッツデールに住み、不動産関係のビジネスを手がけていることを明らかにした。

## 選手としての特徴

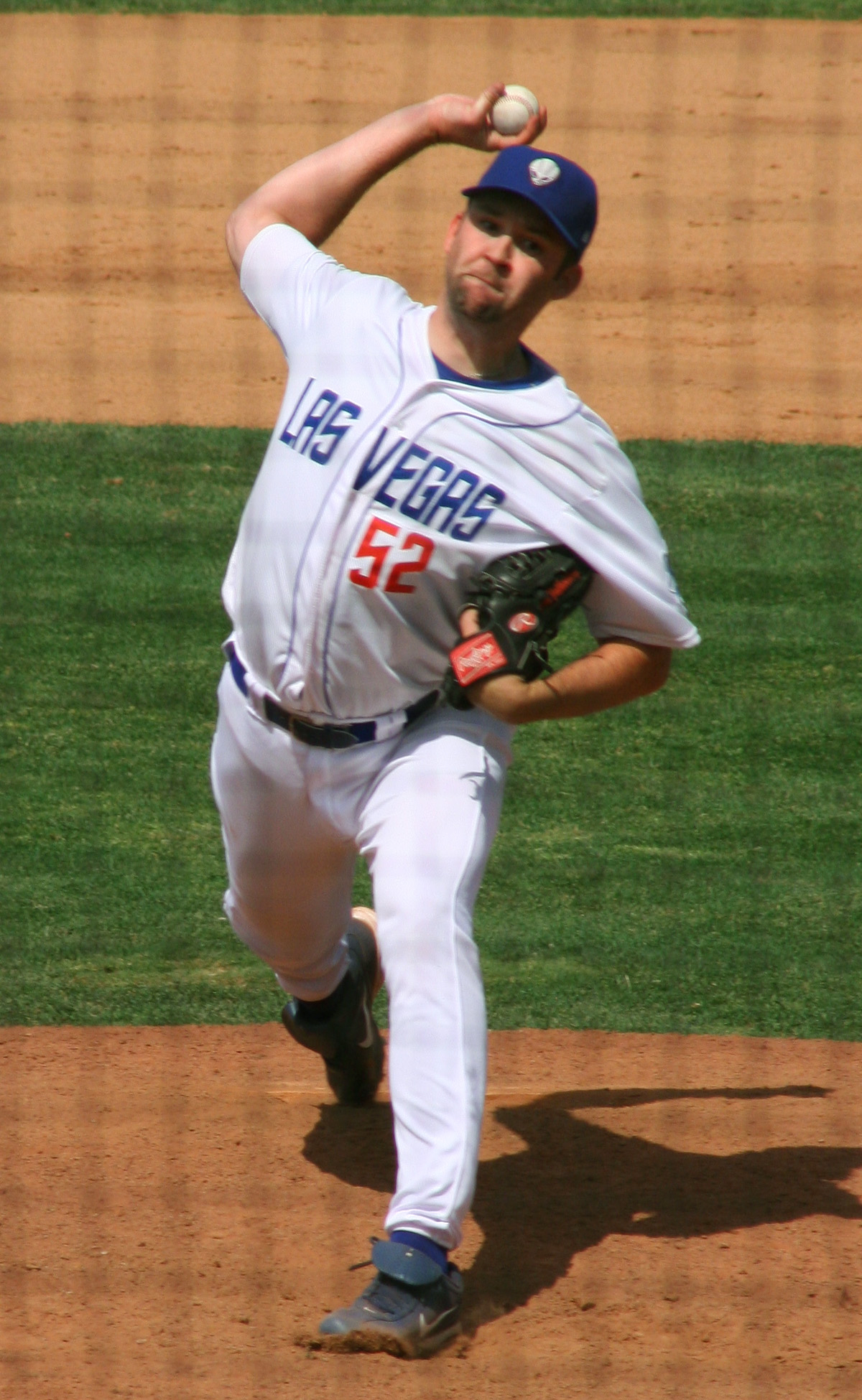
ファルケンボーグの投球フォーム（2008年5月11日）

2メートルの長身と真上から振り下ろすオーバースローから角度をつけて投げる平均球速約150km/h、最速158km/hのフォーシームと、平均球速137.2km/h、最速142km/hのSFF、平均球速126km/h、最速132km/hの縦のカーブを武器に奪三振の山を築く。速球派の外国人投手にありがちな制球難とは無縁であり、四死球で崩れるケースは殆ど無く、2009年からは2年連続でリーグの救援投手中トップの与四球率を記録している。また、被本塁打の数が非常に少なく、NPB在籍の5シーズンで打者865人と対戦してわずか8本しか打たれていない。
米国時代に度重なる故障に悩まされたこともあり、起用法に一定の制限がある。一度の登板で2イニング連続で投げたり、複数試合に連続して登板したりすることは少ない（特に前者の場合は、先述のように2011年の日本シリーズのみ行っている）。来日3年間（2011年のレギュラーシーズン終了時点）で3連投したことは1度しかなかった。
本人曰く、精神をリラックスさせたりするために球場入りの際にはハンバーガーを食べる他、消化のいい食品、エネルギーを効率良く取れるものを選んでいると語っている。
ソフトバンク時代に同僚であったブラッド・ペニー以上の練習嫌いで知られ、ペニー本人からも「あんなに練習しなかったらダメだろ」と呆れられていた。

## 詳細情報

### 年度別投手成績
| 年 度    | 球 団        | 登 板 | 先 発 | 完 投 | 完 封 | 無 四 球 | 勝 利 | 敗 戦 | セ 丨 ブ | ホ 丨 ル ド | 勝 率 | 打 者 | 投 球 回 | 被 安 打 | 被 本 塁 打 | 与 四 球 | 敬 遠 | 与 死 球 | 奪 三 振 | 暴 投 | ボ 丨 ク | 失 点 | 自 責 点 | 防 御 率 | W H I P |
| -------- | ------------ | ----- | ----- | ----- | ----- | -------- | ----- | ----- | -------- | ----------- | ----- | ----- | -------- | -------- | ----------- | -------- | ----- | -------- | -------- | ----- | -------- | ----- | -------- | -------- | ------- |
| 1999     | BAL          | 2     | 0     | 0     | 0     | 0        | 0     | 0     | 0        | 0           | ----  | 12    | 3.0      | 2        | 0           | 2        | 0     | 0        | 1        | 0     | 0        | 0     | 0        | 0.00     | 1.33    |
| 2004     | LAD          | 6     | 0     | 0     | 0     | 0        | 1     | 0     | 0        | 0           | 1.000 | 73    | 14.1     | 19       | 2           | 9        | 0     | 3        | 11       | 1     | 0        | 14    | 12       | 7.53     | 1.95    |
| 2005     | SD           | 10    | 0     | 0     | 0     | 0        | 0     | 0     | 0        | 0           | ----  | 54    | 11.0     | 17       | 2           | 5        | 1     | 0        | 10       | 2     | 0        | 11    | 10       | 8.18     | 2.00    |
| 2006     | STL          | 5     | 0     | 0     | 0     | 0        | 0     | 1     | 0        | 0           | .000  | 25    | 6.1      | 5        | 0           | 0        | 0     | 1        | 5        | 0     | 0        | 2     | 2        | 2.84     | 0.79    |
| 2007     | STL          | 16    | 0     | 0     | 0     | 0        | 0     | 1     | 0        | 1           | .000  | 84    | 18.2     | 22       | 2           | 8        | 0     | 1        | 16       | 1     | 0        | 10    | 10       | 4.82     | 1.61    |
| 2008     | LAD          | 16    | 0     | 0     | 0     | 0        | 2     | 2     | 0        | 1           | .500  | 49    | 11.2     | 11       | 2           | 4        | 1     | 0        | 9        | 0     | 0        | 8     | 8        | 6.17     | 1.29    |
| 2008     | SD           | 9     | 0     | 0     | 0     | 0        | 0     | 1     | 0        | 0           | .000  | 53    | 10.2     | 15       | 2           | 8        | 1     | 0        | 10       | 0     | 0        | 5     | 5        | 4.22     | 2.16    |
| '08計    | SD           | 25    | 0     | 0     | 0     | 0        | 2     | 3     | 0        | 1           | .400  | 102   | 22.1     | 26       | 4           | 12       | 2     | 0        | 19       | 0     | 0        | 13    | 13       | 5.24     | 1.70    |
| 2009     | ソフトバンク | 46    | 0     | 0     | 0     | 0        | 6     | 0     | 1        | 23          | 1.000 | 199   | 51.2     | 39       | 1           | 9        | 0     | 1        | 62       | 1     | 0        | 11    | 10       | 1.74     | 0.93    |
| 2010     | ソフトバンク | 60    | 0     | 0     | 0     | 0        | 3     | 2     | 1        | 39          | .600  | 230   | 62.0     | 39       | 0           | 8        | 0     | 0        | 83       | 1     | 0        | 10    | 7        | 1.02     | 0.76    |
| 2011     | ソフトバンク | 53    | 0     | 0     | 0     | 0        | 1     | 2     | 19       | 20          | .333  | 195   | 50.2     | 27       | 2           | 16       | 0     | 2        | 79       | 0     | 0        | 8     | 8        | 1.42     | 0.85    |
| 2012     | ソフトバンク | 23    | 0     | 0     | 0     | 0        | 0     | 1     | 13       | 4           | .000  | 88    | 23.0     | 14       | 1           | 8        | 0     | 0        | 26       | 1     | 0        | 4     | 4        | 1.57     | 0.96    |
| 2013     | ソフトバンク | 41    | 0     | 0     | 0     | 0        | 0     | 4     | 10       | 9           | .000  | 153   | 39.2     | 17       | 4           | 16       | 0     | 3        | 49       | 0     | 0        | 10    | 9        | 2.04     | 0.83    |
| 2014     | 楽天         | 39    | 0     | 0     | 0     | 0        | 3     | 5     | 20       | 2           | .375  | 151   | 37.2     | 31       | 2           | 8        | 0     | 2        | 45       | 2     | 0        | 12    | 12       | 2.87     | 1.04    |
| MLB：6年 | MLB：6年     | 64    | 0     | 0     | 0     | 0        | 3     | 5     | 0        | 2           | .375  | 350   | 75.2     | 91       | 10          | 36       | 3     | 5        | 62       | 4     | 0        | 50    | 47       | 5.59     | 1.68    |
| NPB：6年 | NPB：6年     | 262   | 0     | 0     | 0     | 0        | 13    | 14    | 64       | 97          | .481  | 1016  | 264.2    | 167      | 10          | 65       | 0     | 8        | 344      | 5     | 0        | 55    | 50       | 1.70     | 0.88    |

- 2018年度シーズン終了時
- 各年度の太字はリーグ最高

### タイトル
NPB
- 最優秀中継ぎ投手：1回（2010年）

### 表彰
NPB
- 日本シリーズ優秀選手賞：1回（2011年）

### 記録
NPB
- 初登板：2009年4月4日、対オリックス・バファローズ2回戦（福岡Yahoo! JAPANドーム）、6回表に3番手で救援登板、2回無失点
- 初奪三振：同上、6回表に日高剛から空振り三振
- 初ホールド：2009年4月12日、対北海道日本ハムファイターズ3回戦（福岡Yahoo! JAPANドーム）、8回表に2番手で救援登板、1回無失点
- 初勝利：2009年5月14日、対千葉ロッテマリーンズ9回戦（福岡Yahoo! JAPANドーム）、9回表に5番手で救援登板・完了、1回無失点
- 初セーブ：2009年6月16日、対中日ドラゴンズ3回戦（石川県立野球場）、10回裏に4番手で救援登板・完了、1回無失点
- オールスターゲーム出場：2回（2009年、2010年）

### 背番号
- 51（1999年）
- 58（2004年）
- 41（2005年）
- 40（2006年 - 2007年途中、2014年）
- 60（2007年途中 - 同年終了）
- 49（2008年 - 同年途中）
- 39（2008年途中 - 同年終了）
- 25（2009年 - 2013年）